# Вульгарний матеріалізм
Вульгарний матеріалізм (нім. Vulgärmaterialismus) — матеріалізм, який заперечує специфіку свідомості, його соціальну природу і розглядає свідомість як фізіологічну функцію організму. Назву ввів Фрідріх Енгельс
У середині XIX ст. матеріалістичні погляди на природу психіки проповідували в Німеччині Людвіг Бюхнер (1824 — 1899), Карл Фоґт (1817–1895) і Якоб Молешотт (1822–1893). Але вони розуміли закони існування матерії вкрай спрощено, грубо. Їм було чуже визнання якісного різноманіття матеріальних явищ, вони повністю ігнорували закони діалектики і в цьому відношенні робили крок назад навіть порівняно з французькими матеріалістами XVIII ст.
Всі різноманітні форми руху матерії вони зводили до простих законів механіки. За їхнім ученням, психіка є такою ж речовиною, як і всі інші матеріальні речі, а мозок виділяє думку так само, як печінка виділяє жовч, тобто як певну, хоч і дуже витончену матерію. Фрідріх Енгельс називав їх вульгарними матеріалістами, оскільки вони спрощували, з його точки зору, матеріалістичне світорозуміння, заперечували специфіку свідомості, ототожнюючи його з матерією, відкидали необхідність розробки філософії як науки. Звідси їхні погляди отримали назву «вульгарного матеріалізму».
Вульгарні матеріалісти заперечували якісну своєрідність психіки та активну роль свідомості в поведінці людини. Разом з тим вони дотримувалися ідеалістичних поглядів на природу суспільства та суспільного розвитку, будучи затятими захисниками капіталізму і відкрито виступали проти марксистського вчення.
Погляди вульгарних матеріалістів на природу психіки та людської свідомості були піддані жорстокій критиці з боку Маркса й Енгельса і не отримали подальшого розвитку в науковій психології.

## Основні праці
Карл Фоґт:
- Фізіологічні листи (1847)
- Сліпа віра і наука (1854)

Якоб Молешотт:
- Коло життя (1852)

Людвіг Бюхнер:
- Сила і матерія (1855)

Генріх Кзолбе:
- Нові уявлення про сенсаційність (1855)